# Cristian Chagas Tarouco
Cristian Chagas Tarouco oder kurz Titi (* 12. März 1988 in Pelotas) ist ein brasilianischer Fußballspieler.

## Karriere
Titi durchlief die Nachwuchsabteilung vom Internacional Porto Alegre und wurde hier 2007 in den Profikader aufgenommen. Hier spielte er bis ins Jahr 2011 und wurde zwischenzeitlich an andere Vereine ausgeliehen, zuletzt an EC Bahia. 2012 wechselte er schließlich samt Ablöse zu diesem Verein.
Zur Saison 2015/16 wechselte er in die türkische Süper Lig zu Kasımpaşa Istanbul. Nach zwei Spielzeiten und Vertragsende, wechselte Titi innerhalb der Süper Lig zu Bursaspor. Nach der Saison 2017/18 verließ Titi Bursaspor und ging zu Göztepe Izmir. Nach Beendigung der Saison 2020/21 verließ er den Klub und kehrte in seine Heimat zurück. Hier nahm ihn der Fortaleza EC unter Vertrag.

## Erfolge
Fortaleza
- Copa do Nordeste: 2022, 2024